# 日本の運河一覧
日本の運河の一覧（にほんのうんがのいちらん）
Category:日本の運河も参照。

## 北海道
- 小樽運河（北海道小樽市）
- 篠津中央篠津運河用水（北海道）
- 幌向運河（北海道）
- 馬追運河（北海道）

## 東北地方
- 秋田運河（秋田県秋田市）
- 北上運河（宮城県）
- 貞山運河（宮城県）

## 関東地方
- 見沼通船堀（埼玉県さいたま市）
- 利根運河（千葉県）

### 東京都
- 有明西運河（江東区）
- 有明南運河（江東区）（消滅）
- 曙運河（あけぼの運河）（江東区）
- 曙北運河（あけぼの北運河）（江東区）
- 北砂北運河（砂町北運河）（江東区）
- 東雲運河（江東区）
- 東雲北運河（江東区）
- 東雲東運河（砂町運河と同一の場合もある。）（江東区）
- 砂町運河（江東区）
- 砂町南運河（若洲運河とも）（江東区）
- 汐浜運河（江東区）
- 汐見運河（江東区）
- 辰巳運河（江東区）
- 豊洲運河（江東区）
- 晴海運河（隅田川派川）（江東区、中央区）
- 平久運河（平久川）（江東区）
- 朝潮運河（中央区）
- 新月島運河（新月島川）（中央区）
- 竹芝運河（港区）
- 芝浦運河（港区）
- 新芝運河（港区）
- 新芝南運河（港区）
- 新芝北運河（港区）
- 芝浦東運河（港区）
- 芝浦西運河（港区）
- 芝浦北運河（港区）
- 高浜西運河（港区）
- 高浜運河（港区、品川区）
- 天王州運河（港区、品川区）
- 天王州南運河（品川区）
- 勝島運河（一部消滅・勝島南、平和島運河と呼ばれる部分もある）（品川区、大田区）
- 勝島南運河（品川区、大田区）
- 平和島運河（大田区）
- ガスミオ運河（大田区）
- 海老取運河（大田区）
- 京浜南運河（大田区）
- 花畑運河（足立区）

### 神奈川県
- 旭運河（横浜市）
- 安善運河（横浜市）
- 恵比須運河（横浜市）
- 京浜運河（横浜市）
- 大黒運河（横浜市）
- 堀割川（横浜市）
- 浅野運河（川崎市川崎区）
- 池上運河（川崎市川崎区）
- 小田川（川崎市川崎区）
- 京浜運河（川崎市川崎区）
- 境運河（川崎市川崎区）
- 桜堀運河（川崎市川崎区）
- 塩浜運河（川崎市川崎区）
- 白石運河（川崎市川崎区）
- 新川堀（川崎市川崎区）
- 末広運河（川崎市川崎区）
- 大師運河（川崎市川崎区）
- 田辺運河（川崎市川崎区）
- 多摩運河（川崎市川崎区）
- 千鳥運河（川崎市川崎区）
- 水江運河（川崎市川崎区）
- 南渡田運河（川崎市川崎区）
- 夜光運河（川崎市川崎区）

## 中部地方
- 富岩運河（富山県富山市）
  - 住友運河（富山県富山市）
- 岩瀬運河（富山県富山市）
- 中川運河（愛知県名古屋市）
- 半田運河（愛知県半田市）

## 近畿地方
- 深谷水道（三重県）
- 琵琶湖疏水（滋賀県・京都府）
- 高瀬川（京都府）
- 岩崎運河（大阪府大阪市）
- 城北川（運河）（大阪市）
- 道頓堀（大阪市）
- 木津川運河（大阪市大正区）
- 天保山運河（大阪市港区）
- 敷津運河（大阪市住之江区）

- 兵庫運河（兵庫県神戸市）
- 尼崎運河（兵庫県尼崎市）

### 近畿地方にかつてあった運河
- 長堀川（大阪市：1964年まで）
- 境川運河（大阪市：1969年まで）
- 大正運河（大阪市大正区：1970年まで）

## 中国・四国地方
- 船引運河（島根県）
- 音戸の瀬戸（広島県）ただし異論もある。
- 船越運河（愛媛県）
- 細木運河（愛媛県）
- 奥南運河（愛媛県）

## 九州地方
- 万関瀬戸（長崎県対馬市）
- 堀川運河 (宮崎県)
- 堀川運河 (福岡県西部)：　かつて福岡県西部にあり那珂川と御笠川を結んでいた運河。
- 堀川運河 (北九州市)　→　堀川 (北九州市)